# Nef de Charles Quint

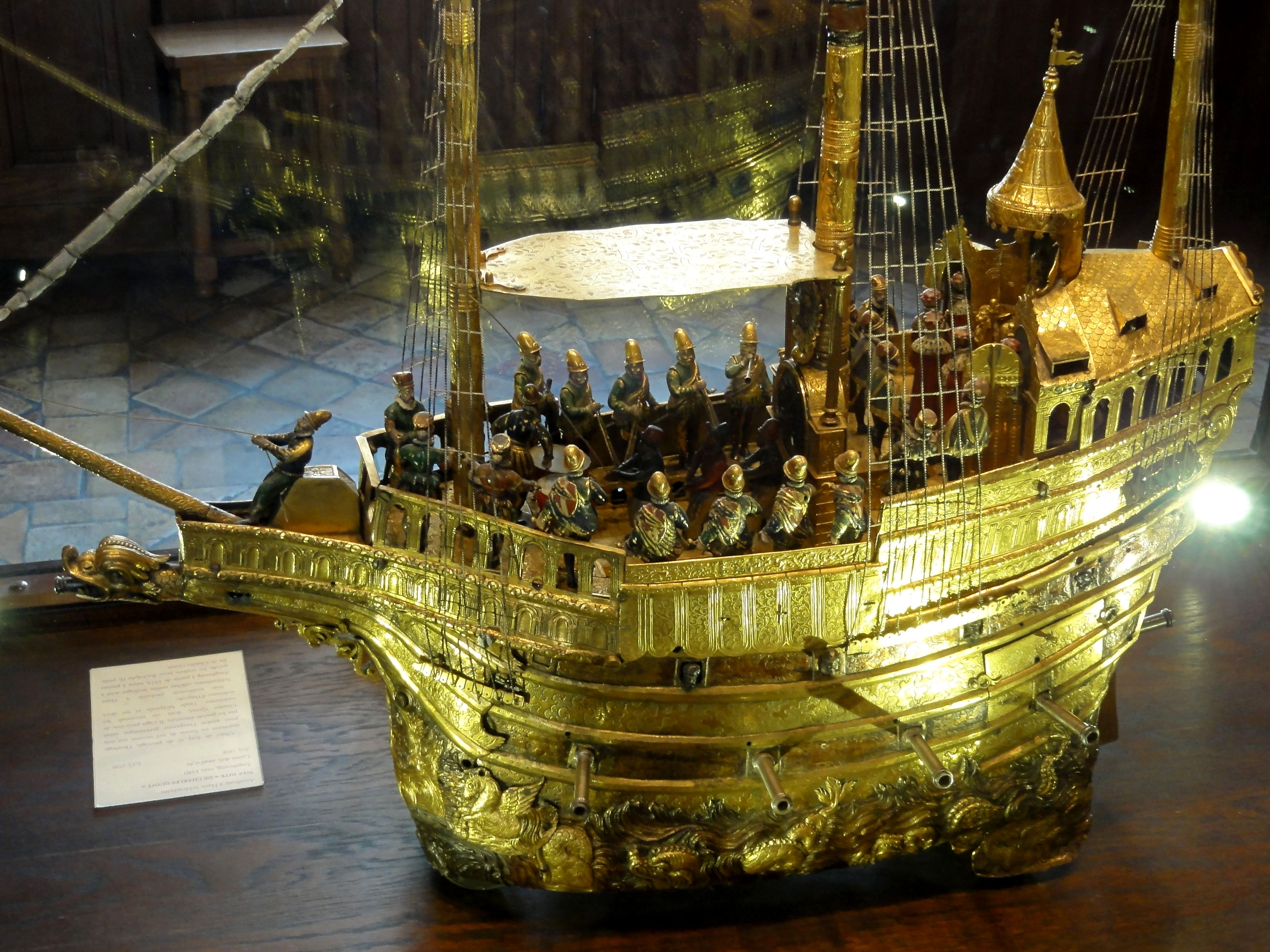
Nef de Charles Quint. Musée national de la Renaissance, château d'Écouen.

La nef automate, dite aussi dite nef de Charles Quint, est une horloge automate ou galion mécanique en forme de navire, réalisé au XVIe siècle et attribué à l'orfèvre allemand Hans Schlottheim (1547-1625), qui a séjourné à la cour impériale de Prague en 1586-1587, puis à celle de Saxe en 1589 et 1593.
Il existe trois exemplaires de ces galions mécaniques :
- la nef de Charles Quint, au Musée national de la Renaissance du château d'Écouen (dernier quart du XVIe siècle) ;

- la nef du Kunsthistorisches Museum, portant la date 1585[2] ;

- le galion mécanique du  British Museum (vers 1585)[3].

C'est le premier des trois exemplaires qui porte le nom de Charles Quint.

## Nef de Charles Quint du musée de la Renaissance
La nef du musée national de la Renaissance est l’un des automates de table les plus élaborés de cette période. 
C’est un galion à trois mâts, armé de canons, dont l’un est caché dans la figure de proue en forme de dragon. Sa coque est en laiton doré ; elle est ciselée d’ornements et sous la ligne de flottaison figurent des monstres marins. Sur le pont, l’empereur Charles Quint trône sous un baldaquin ; devant figurent trois hérauts suivis par le cortège de huit princes électeurs que l’on identifie à leur bonnet d’hermine ; dix trompettes, un tambour et un timbalier forment une haie ; des marins sont postés sur les hunes et le pont.
L'équipement mécanique comporte sept mouvements qui commandent le cadran au pied du grand mât, la sonnerie des heures et des quarts et animent les bras des marins situés sur le mât. Des mécanismes musicaux actionnent les trompettistes et le timbalier : ils actionnent la rotation de la plate-forme des électeurs ; au salut de chacun d’eux, l’empereur répond par un mouvement de la tête et du bras.

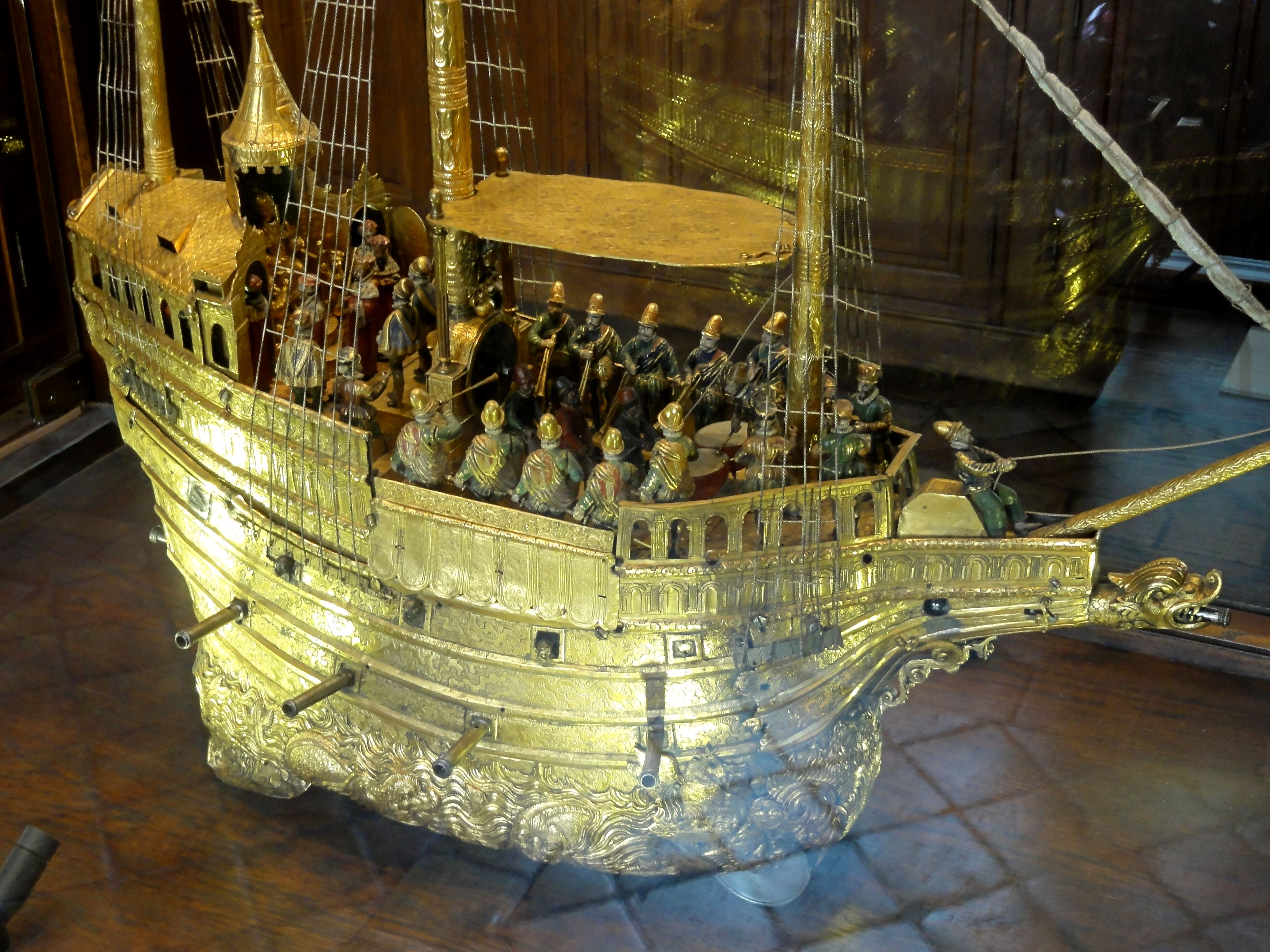
Nef du château d'Écouen.
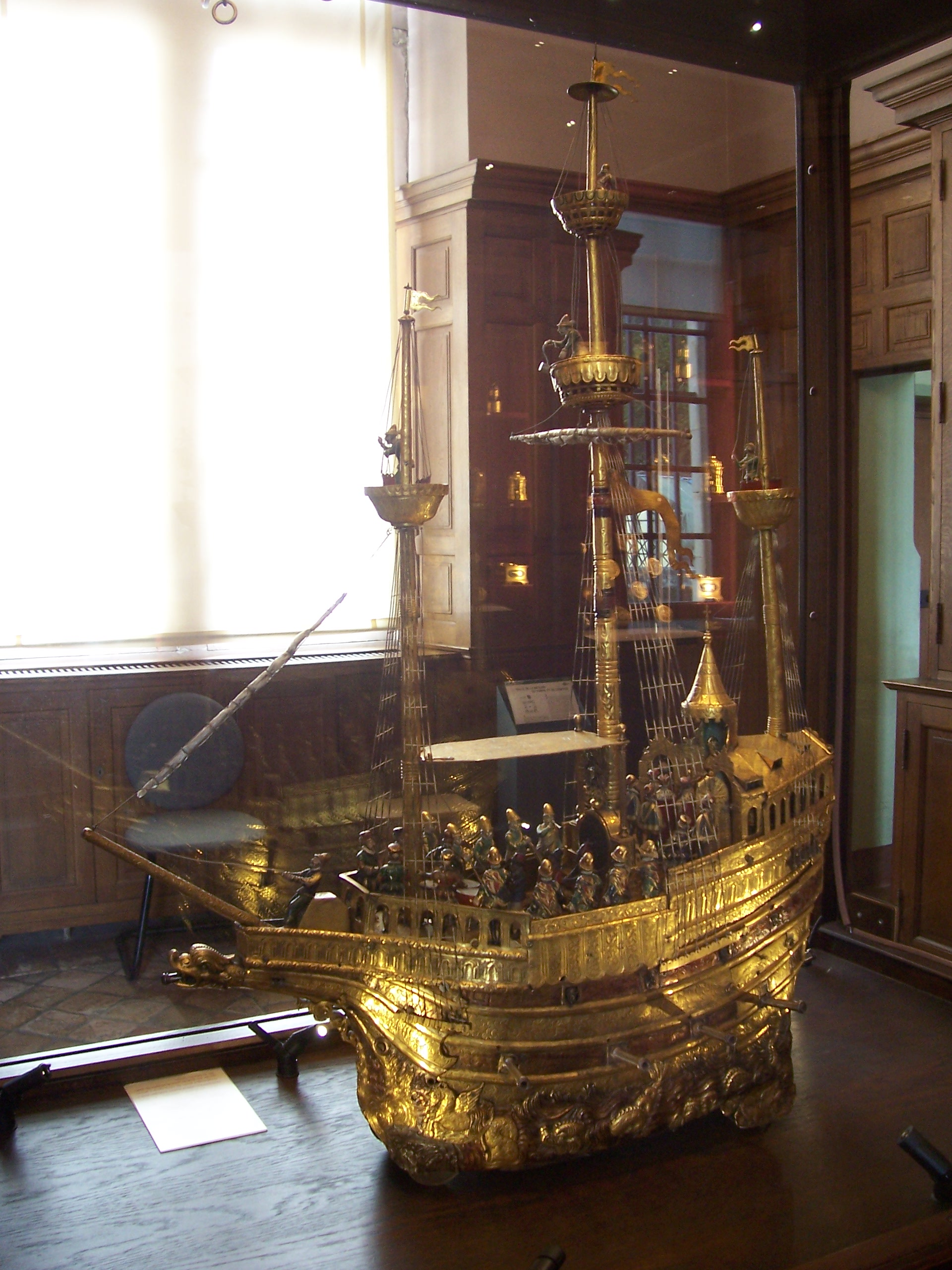
Nef du château d'Écouen.

## Nef du Kunsthistorisches Museum
La nef du Kunsthistorisches Museum de Vienne, réalisée en argent, appartenait à Rodolphe II, empereur du Saint-Empire et roi de Bohême de 1576 à 1612, fils de Maximilien II et petit-fils de Charles Quint.

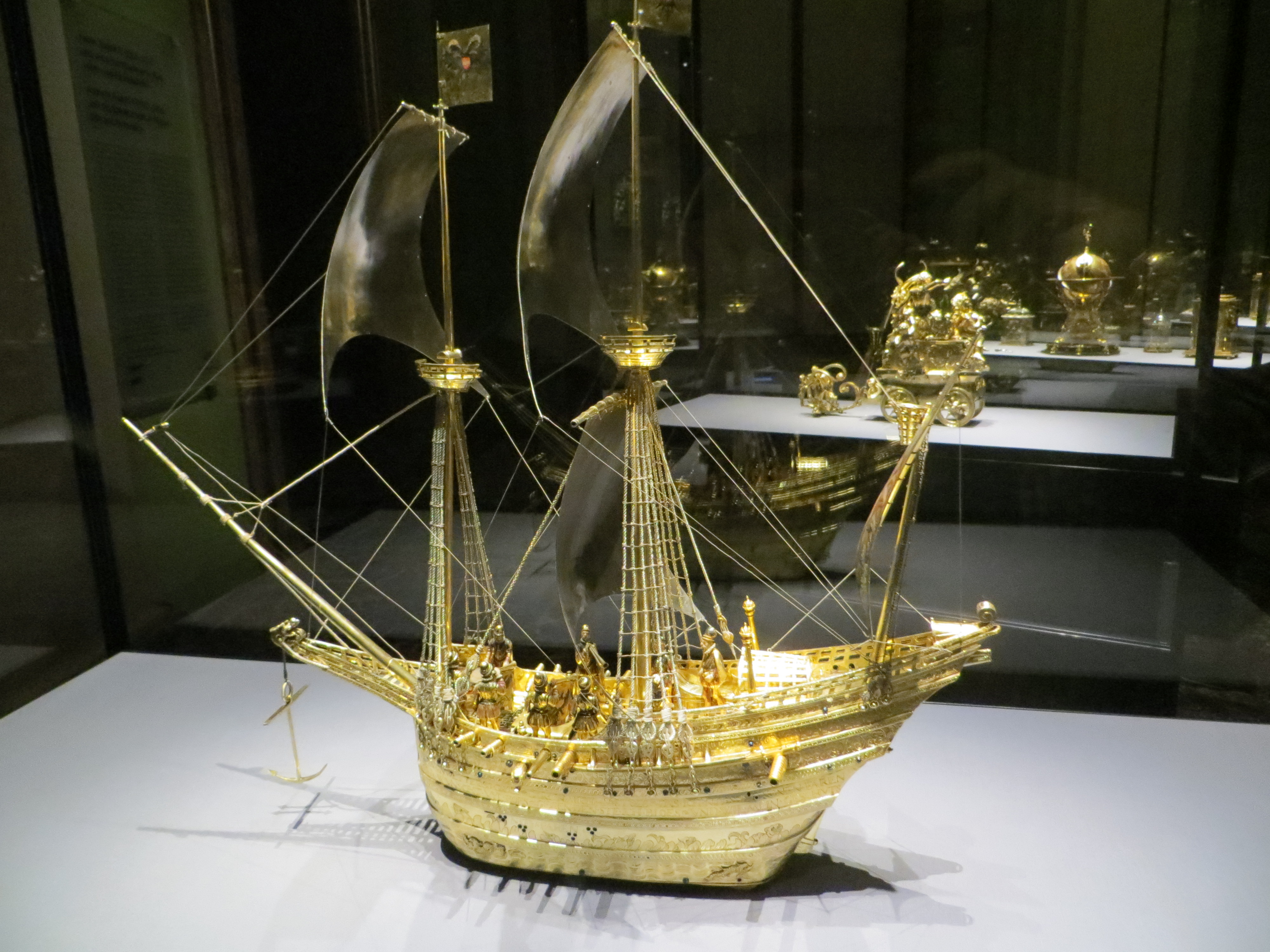
Nef du Kunsthistorisches Museum.
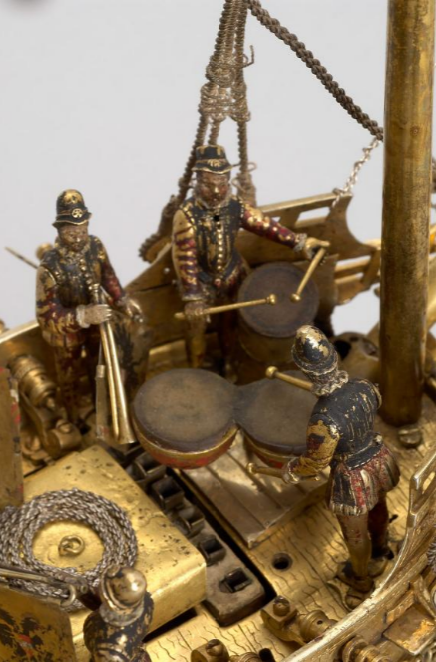
Détail de la nef de Vienne.

## Galion mécanique du British Museum
Les dimensions sont 104 × 78,5 × 20,3 cm en hauteur, longueur et largeur, sans compter les canons. Sur le pont principal, huit personnages sont armés chacun d'une épée.
À la base du mât principal se trouve une horloge sur un cadran argenté, avec des motifs floraux en émail coloré. Dans les nids-de-corbeaux du grand mât, des marins frappent les heures et les quartiers sur des cloches retournées.
Sous le mât principal, les hérauts et les princes-électeurs s'approchent automatiquement de l'empereur assis sous une verrière avec une aigle à deux têtes du Saint-Empire romain germanique.
Le bout-dehors comporte un canon à verrou de roue qui se déclenche automatiquement. Dix autres canons sont disposés autour de la coque. La notice du musée indique que dans l'état actuel, la nef ne fonctionne plus et que les huit figures sur le pont principal ne sont pas les originaux, mais des copies moulées d'une figure originale présente sur le pont arrière.
Le galion mécanique du British Museum figure, en numéro 76, dans la liste des œuvres répertoriées dans Une histoire du monde en cent objets.

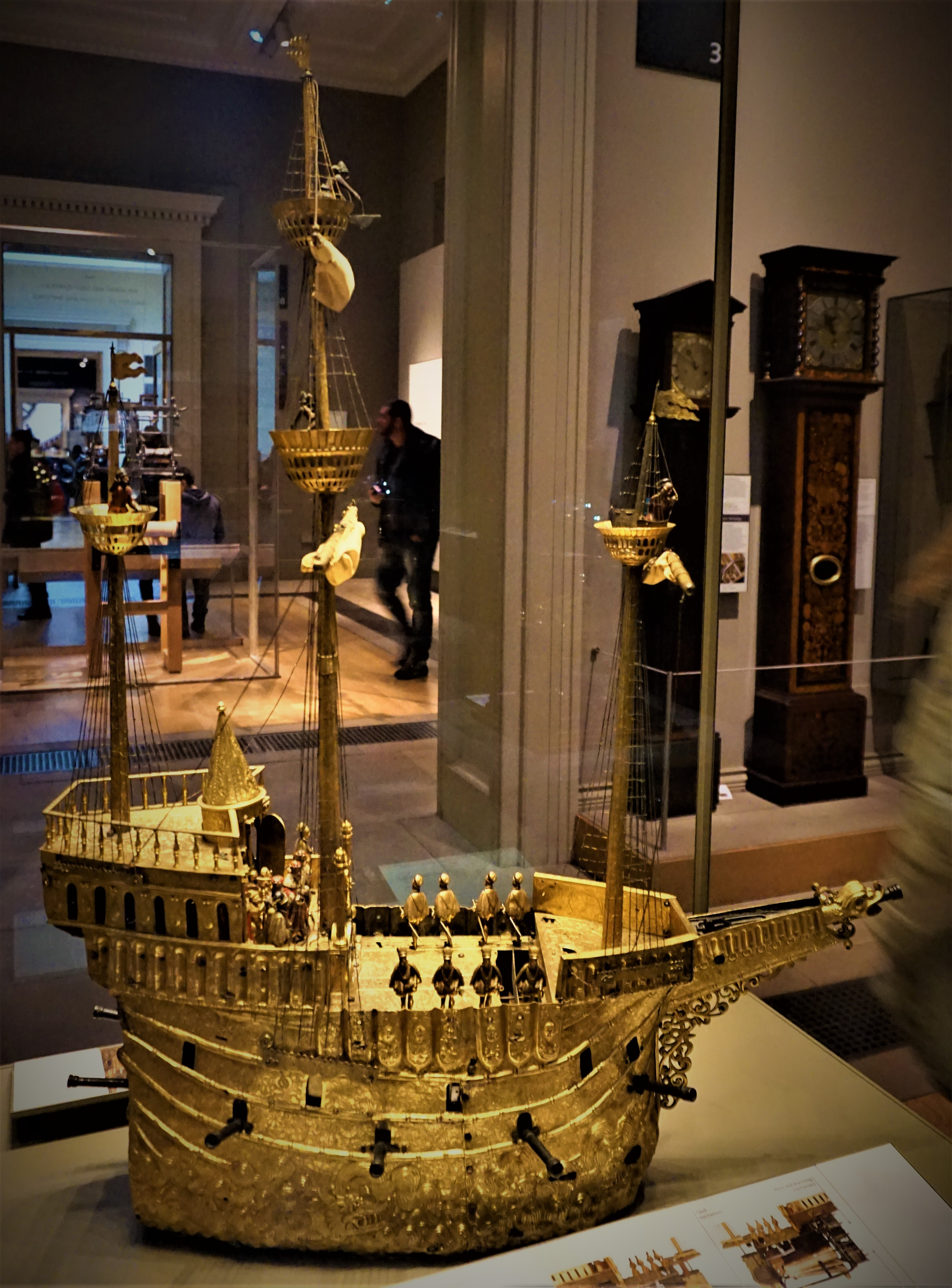
Le galion du British Museum.
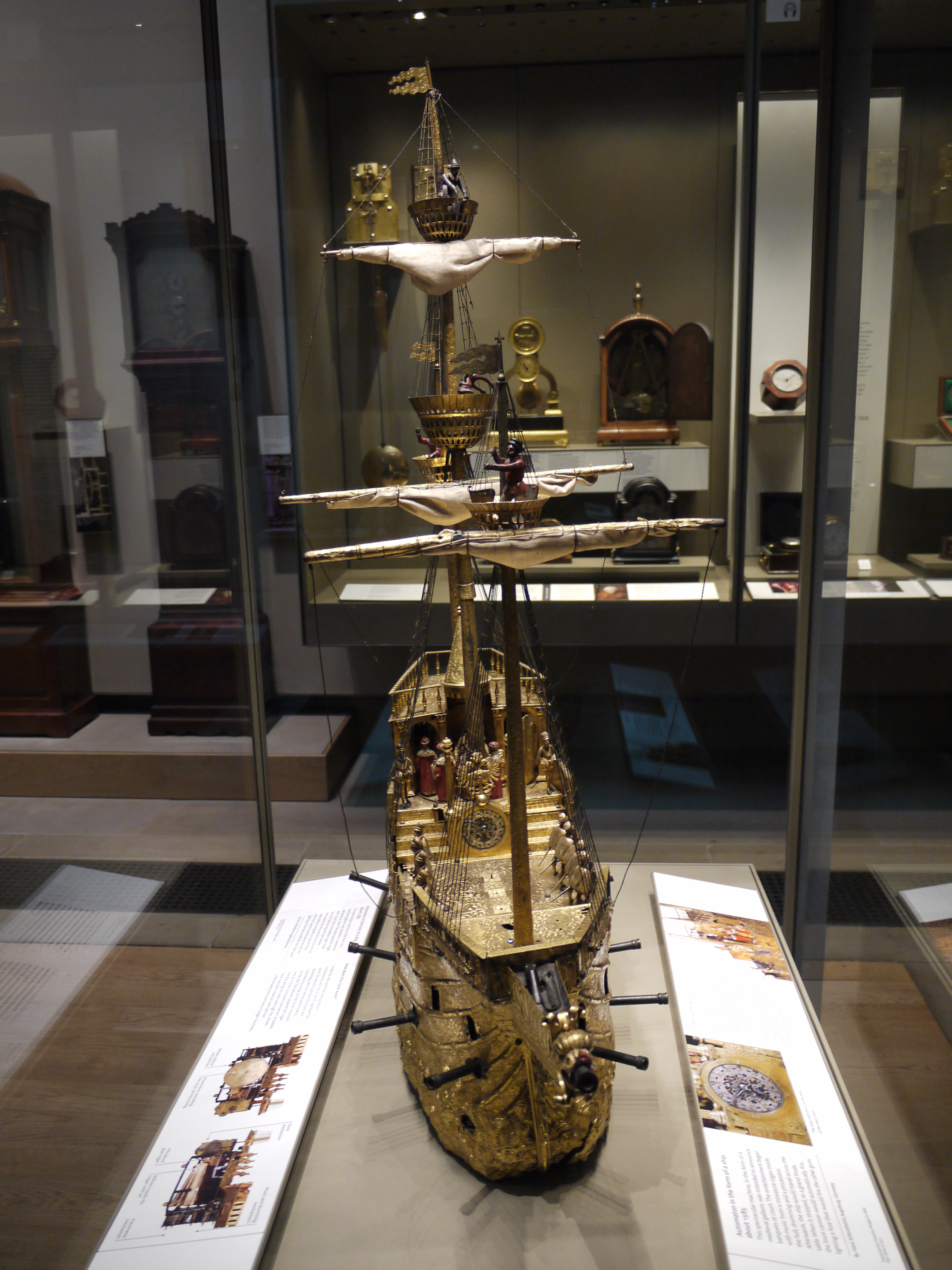
Le galion mécanique du British Museum.
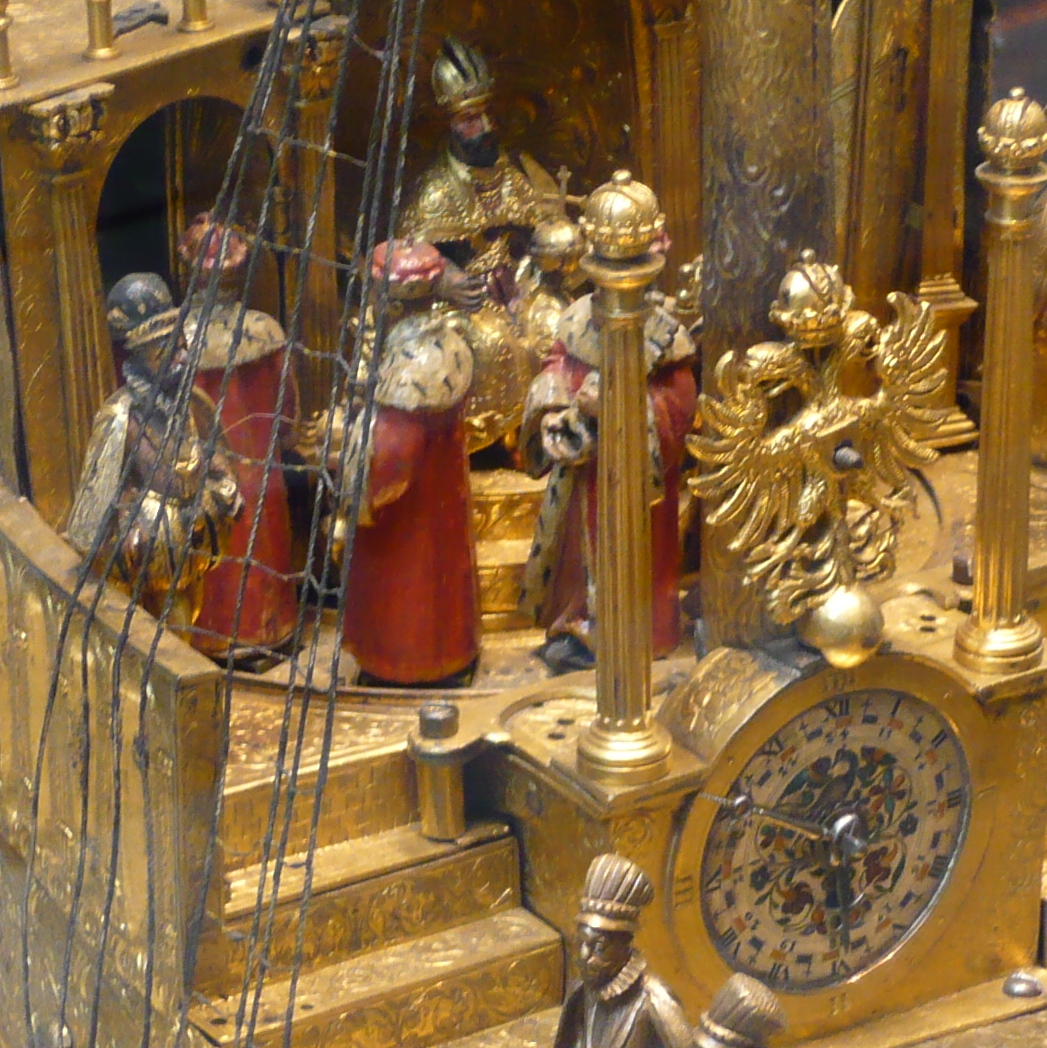
Détail du galion mécanique du British Museum , avec les princes-électeurs tournant autour de l'empereur.

## Réplique du musée d'Utrecht

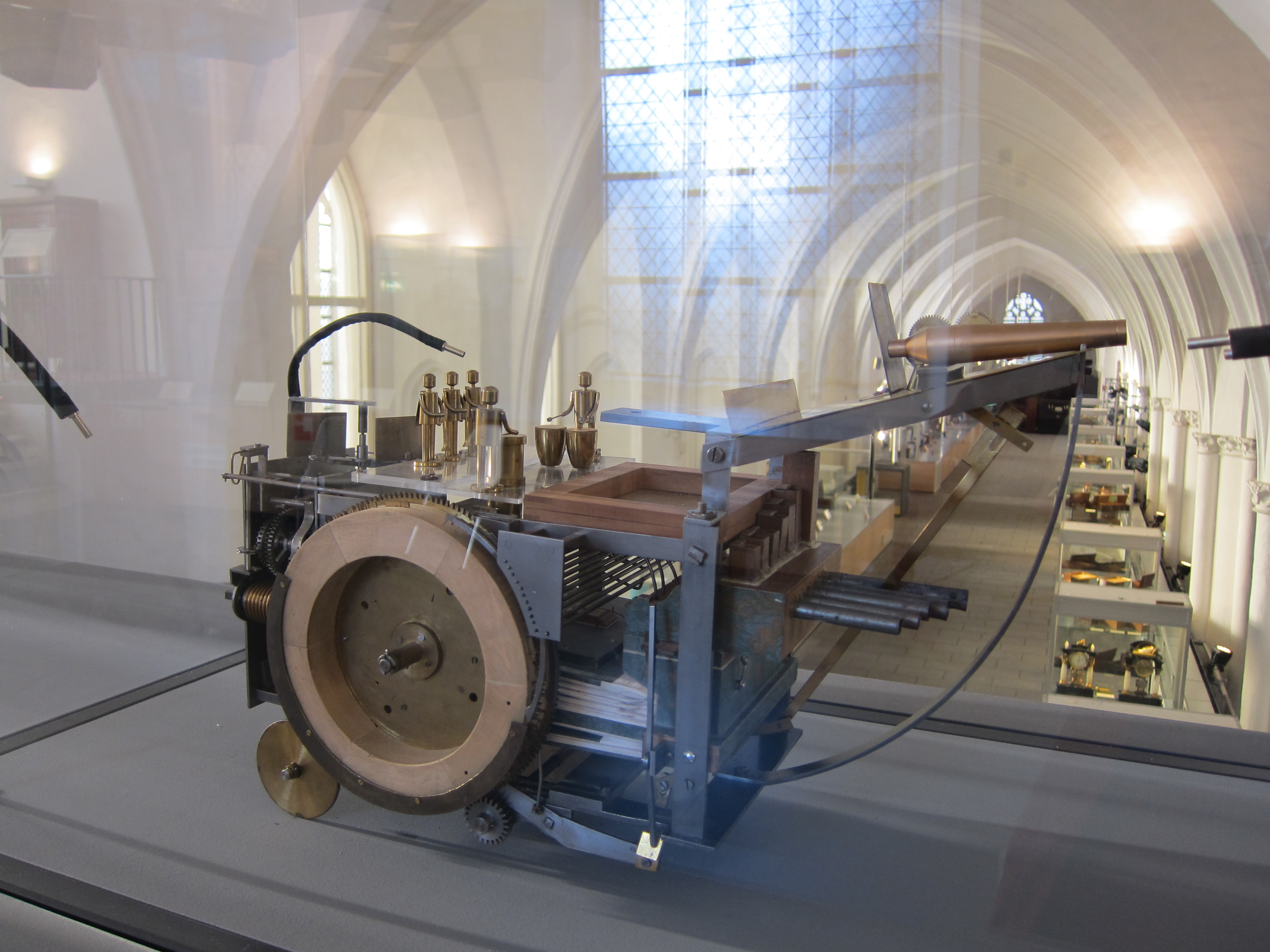
Réplique fonctionnelle du Museum Speelklok d'Utrecht.

Le Museum Speelklok à Utrecht, spécialisé dans la musique mécanique, possède un modèle fonctionnel de ce type de mouvement d'horlogerie, réalisé en 1999, avec un orgue et un canon en miniature qui peut être mis à feu.

## Articles liés
- Nef de Burghley
- Nef de Schlüsselfeld
- Une histoire du monde en cent objets